# Система Вересова
Система Вересова — система, возникающая в дебюте ферзевых пешек после ходов: 
 1. d2-d4 d7-d5 
 2. Kb1-c3 Kg8-f6 
 3. Cc1-g5.
Основная теория дебюта была разработана в 30-50-е гг. XX века немецким мастером Куртом Рихтером и советским мастером Гавриилом Вересовым.
Идеи белых:
- взятие коня на f6.
- подготовка прорыва по центру е2-е4[1][2].

## Основные варианты
- 3…e7-e6
- 3…h7-h6
- 3…Kf6-e4
- 3…g7-g6
- 3…c7-c5
- 3…c7-c6
- 3…Cc8-f5
- 3…Kb8-d7